# Gregor Kasieczka
Gregor Kasieczka (* 31. Oktober 1985 in Wels) ist ein österreichischer experimenteller Teilchenphysiker und seit 2023 Professor an der Universität Hamburg.

## Leben und Werk
Gregor Kasieczka absolvierte das Grundstudium der Physik an der Technischen Universität Wien (2005–2009, Diplomarbeit zum Thema „Early SUSY Searches at the CMS Experiment at CERN“) und promovierte anschließend an der Ruprecht-Karls-Universität Heidelberg (2010–2013). Nach einer Postdoc-Stelle an der ETH Zürich (2013–2017) wechselte Kasieczka im September 2017 als Juniorprofessor an die Universität Hamburg. Seit September 2023 ist er W2-Professor für „Maschinelles Lernen in der Teilchenphysik“ am Institut für Experimentalphysik der Universität Hamburg. Kasieczka ist Teil des CMS-Experiments am Large Hadron Collider (LHC) des Europäischen Kernforschungszentrums CERN.
Zu seinen Forschungsschwerpunkten zählt die Entwicklung von neuen Machine-Learning-Algorithmen und deren Anwendung in der Teilchenphysik, insbesondere bei der Suche nach exotischen, langlebigen Teilchen sowie der modellunabhängigen Identifikation von Anomalien in Daten.

## Publikationen (Auswahl)
Gregor Kasieczka ist (Co-)Autor und -Herausgeber mehrerer wissenschaftlicher Arbeiten, darunter folgende:
- mit Tilman Plehn, Michael Russel und Torben Schell: Deep-learning Top Taggers or The End of QCD?, Journal of High Energy Physics 05, 006 (2017), doi:10.1007/JHEP05(2017)006, arXiv:1701.08784 (hep-ph).
- Gregor Kasieczka (ed.), Tilman Plehn (ed.), Anja Butter, Kyle Cranmer et al.: The Machine Learning landscape of top taggers, SciPost Physics 7, 014 (2019), doi:10.21468/SciPostPhys.7.1.014, arXiv:1902.09914 (hep-ph).
- mit Martin Erdmann, Jonas Glombitza und Uwe Klemradt: Deep Learning for Physics Research, World Scientific Publishing (2021), ISBN 978-9-811-23745-4.